# 현도군

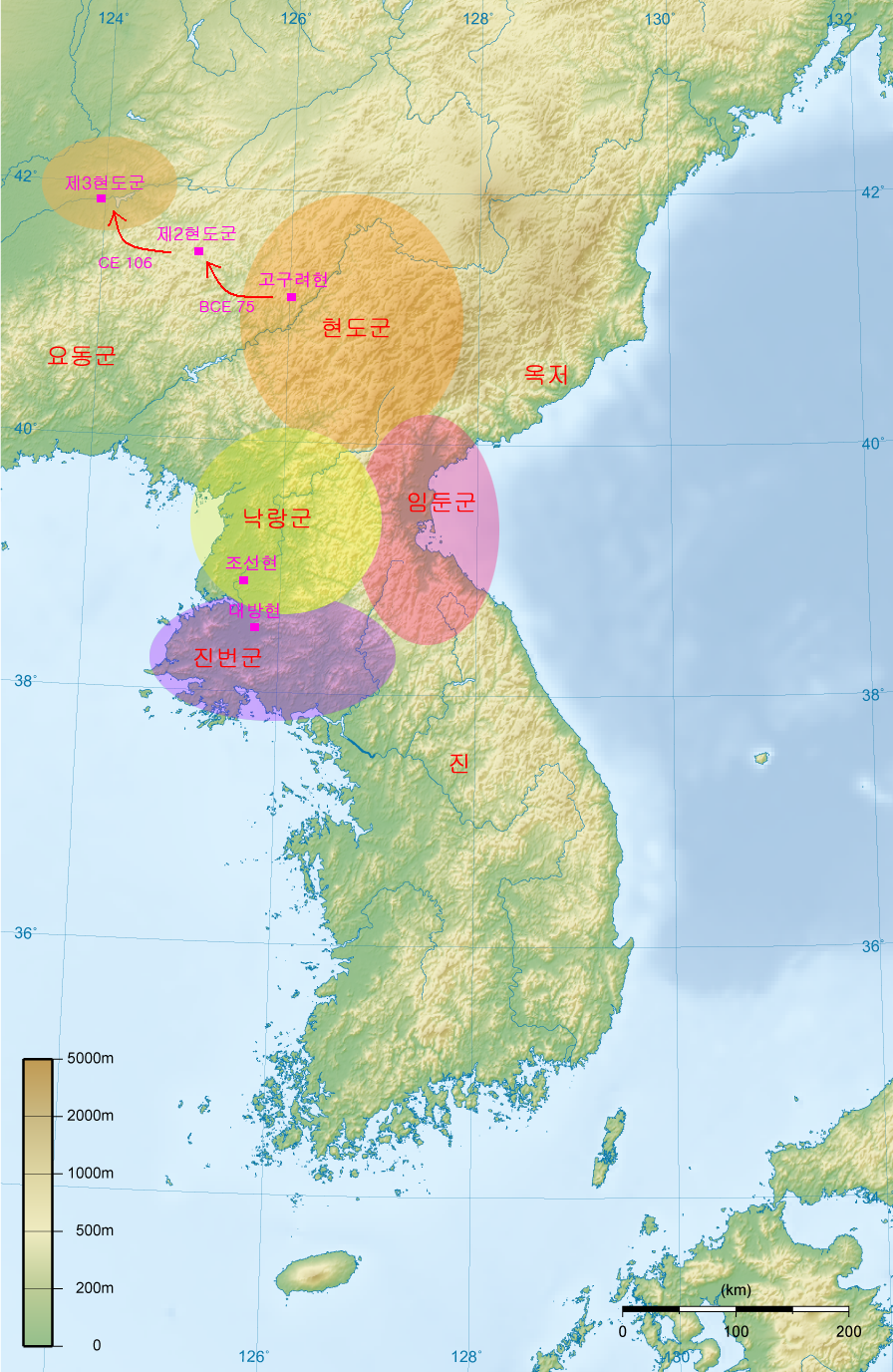
현도군의 연도별 위치 이동로

현도군(玄菟郡)은 전한(前漢)의 무제(武帝)가 기원전 107년에 세운 한사군(漢四郡) 중 하나이다. 기원전 75년에 토착민들의 저항으로 인해 고구려의 서북쪽으로 옮겨갔으며, 후한(後漢) 초기(1세기)에 고구려의 압박으로 인해 다시 서쪽인 푸순 시(撫順)로 이치되었다. 이후 공손씨(公孫氏)의 지배를 받다가 위진남북조 시대에는 모용부(慕容部)의 지배를 받았으며 319년 광개토대왕의 공격으로 멸망하였다.

## 역사
현도군은 본래 예맥(濊貊)의 땅으로 기원전 128년에 창해군(滄海郡)이 설치되었던 지역으로 추정된다. 예맥의 군장인 남려(南閭)가 28만 명의 무리를 이끌고 한나라에 투항하였는데, 한나라는 그 지역에 창해군을 설치하였다. 하지만 거리가 멀어 군을 유지하기 어려웠기 때문에 얼마 지나지 않아 철폐되었다. 기원전 108년, 한 무제가 위만조선을 멸망시킨 뒤 기원전 107년에 현도군이 설치되었다. 기원전 82년에 임둔군과 진번군이 폐지되자 임둔군의 소속 현들이 현도군에 편입되었다. 그러나, 토착민들의 저항이 계속되자 현도군도 기원전 75년에 서북쪽으로 옮겨가면서 현도군의 본래 소속 현들과 옛 임둔군 소속 현들 대부분이 폐지되었다. 혼하(渾河) 상류의 흥경(興京) 일대로 치소를 옮긴 현도군은 3개 현을 관할하였는데, 치소는 고구려현(高句麗縣)이었다.
유주자사부에 속했다. 원시 2년(2년)의 인구조사에 따르면 45,006호, 221,845명이 있었다. 아래의 속현 목록은 《한서》지리지의 내용이다. 원연·수화 연간(기원전 8년 무렵)의 현황으로 여겨지며, 총 3현이다.
| 현명     | 한자     | 대략적 위치                                               | 비고 | 신나라 현명 | 한자     |
| -------- | -------- | --------------------------------------------------------- | --- | ----------- | -------- |
| 고구려현 | 高句驪縣 | 푸순시 신빈 만족 자치현 서                                | 요산(遼山)에서 요수(遼水)가 나와 남서로 요대(遼大)에 이르러 대료수(大遼水)로 들어간다. 또 남소수(南蘇水)가 있어 북서로 새외로 지나간다. | 하구려현    | 下句驪縣 |
| 상은태현 | 上殷台縣 | 퉁화시                                                    | | 하은현      | 下殷縣   |
| 서개마현 | 西蓋馬縣 | 조선민주주의인민공화국 자강도 고풍군 고풍읍·위원군 삼각리 | 이수(夷水)가 동으로 새외로 들어간다. | 현도정현    | 玄菟亭縣 |

1세기 무렵부터 고구려가 성장하면서 현도군을 압박했고, 현도군은 다시 무순(撫順) 방면으로 이치되었다. 이때 요동군에 속한 4개 현을 편입하여 일시적으로 군세를 확장하기도 했다. 이후 공손씨의 지배 하에서 고구려의 공격을 받는 한편 서진(西晉) 말기의 혼란 속에서 선비족 모용부의 지배를 받으면서 현도군은 세력이 급속도로 약화되었다. 4세기 초에 고구려의 공격을 받아 현도군은 멸망하고 요동군과 함께 고구려의 영토로 편입되었다.

## 태수

### 전한
- 곽운(기원전 66년)
- 오록충종(기원전 33년 ~ ?)

### 후한
- 선표(宣彪, 광무제 ~ 명제 시기?)
- 요광(姚光, ? ~ 121년)
- 공손역(167년 당시)
- 경림(耿臨, 169년 당시)

## 같이 보기
- 한사군